# Marquesado del Zarco
El marquesado del Zarco es un título nobiliario español creado por la reina regente María Cristina de Habsburgo y concedido, en nombre de Alfonso XIII, a Mariano Remón Zarco del Valle y Balez el 20 de abril de 1895 por real decreto y el 26 de junio del mismo año por real despacho, en premio a sus méritos y en especial a los de su padre Antonio Remón Zarco del Valle y Huet, quien fue teniente general, ministro de Guerra, presidente de la Junta de Senadores y Diputados en calidad de diputado por La Habana y caballero del Toisón de Oro.

## Marqueses del Zarco
|                           | Titular                                            | Periodo                   |
| Creación por Alfonso XIII | Creación por Alfonso XIII                          | Creación por Alfonso XIII |
| ------------------------- | -------------------------------------------------- | ------------------------- |
| I                         | Mariano Remón Zarco del Valle y Balez              | 1895-1906                 |
| II                        | Ramón Fernández de Córdova y Remón Zarco del Valle | 1906-1953                 |
| III                       | Luis Fernández de Córdova y Villate                | 1958-2003                 |
| IV                        | Luis Ramón Fernández de Córdova y Briceño          | 2006-hoy                  |

## Historia de los marqueses del Zarco
La lista de los marqueses del Zarco, junto con las fechas en que sucedieron en el título, es la que sigue: 
- Mariano Remón Zarco del Valle y Balez (m. 1906), I marqués del Zarco.

Sin descendientes. El 26 de junio de 1906 le sucedió el hijo de su hermana María de la Concepción Remón Zarco del Valle, casada con Fernando Fernández de Córdoba y Valcárcel, II marqués de Mendigorría, y por tanto su sobrino:
- Ramón Fernández de Córdova y Remón Zarco del Valle (1865-1953), II marqués del Zarco, gentilhombre de cámara con ejercicio del rey Alfonso XIII y teniente coronel de caballería.

Se casó con María Josefa Villate y Vaillant. El 4 de julio de 1958 le sucedió su hijo:
- Luis Fernández de Córdova y Villate, III marqués del Zarco, VI marqués de Vega Florida.

Se casó con Ángela Cruzat y Suárez de Argudín. El 16 de junio de 2006, tras solicitud del 15 de noviembre de 2004 (BOE del 14 de diciembre del mismo año) y orden del 6 de abril de 2006 (BOE del 27 de abril), le sucedió su nieto:
- Luis Ramón Fernández de Córdova y Briceño, IV marqués del Zarco, VII marqués de Vega Florida.